# Großsteingrab Varl
Das Großsteingrab Varl war eine megalithische Grabanlage der jungsteinzeitlichen Trichterbecherkultur bei Varl, einem Ortsteil von Rahden im Kreis Minden-Lübbecke (Nordrhein-Westfalen). Es wurde im 19. Jahrhundert zerstört.

## Lage
Das Grab befand sich westlich von Varl und südlich der Straße nach Lemförde im Steinkamper Feld. In der näheren Umgebung gab es ursprünglich noch mindestens drei weitere Großsteingräber: Die beiden Großsteingräber bei Rahden und das Großsteingrab Kleinendorf.

## Forschungsgeschichte
Die beiden Gräber in Kleinendorf und Varl wurden 1807 durch Georg zu Münster untersucht. Der genaue Zeitpunkt ihrer Zerstörung ist unbekannt. Johannes Heinrich Müller führte sie 1867 als ausgegangen.

## Beschreibung
Die Anlage war bei Graf Münsters Untersuchung bereits teilweise zerstört. Sie war ost-westlich orientiert und hatte eine Länge von 30 Schritt (ca. 22,5 m) und eine Breite von 5,5 Schritt (ca. 4,1 m). Die meisten Decksteine waren bereits gesprengt. Der genaue Grabtyp lässt sich anhand dieser Angaben nicht sicher bestimmen.

## Funde
Die beiden Gräber in Kleinendorf und Varl waren bereits vor Graf Münsters Untersuchung ausgeräumt worden. Er fand nur noch Scherben einer verzierten und einer unverzierten Schale, Scherben weiterer Gefäße und eine Pfeilspitze aus Feuerstein. Es ist allerdings nicht überliefert, welche Funde aus welchem Grab stammen.